# تام روگر
تام روگر (انگلیسی: Tom Ruegger؛ زادهٔ ۱۹۵۵/۱۹۵۶ (۶۸–۶۹ سال)) فیلم‌نامه‌نویس، تهیه‌کننده فیلم، پویانما و کارگردان فیلم اهل ایالات متحده آمریکا است. وی از سال ۱۹۷۶ میلادی تاکنون مشغول فعالیت بوده‌است. وی برندهٔ جوایزی همچون جوایز امی ساعات پربیننده شده‌است.